# Catherine Tizard
Catherine Tizard, född 4 april 1931, död 31 oktober 2021, var en nya zeeländsk politiker. 
Hon var Nya Zeelands generalguvernör från 1990 till 1996. Tizard var storkorsdam av Sankt Mikaels och Sankt Georgsorden.